# Arūnė Stirblytė
Arūnė Stirblytė (* 24. Oktober 1968 in Vilnius) ist eine litauische Politikerin.

## Leben
Nach dem Abitur 1984 an der 18. Mittelschule in Antakalnis absolvierte sie 1989 das Stepas Žukas-Technikum für angewandte Kunst in Kaunas. 1994 schloss sich ein Studium an der Vilniaus dailės akademija an.
Von 2001 bis 2002 arbeitete sie bei UAB „Ultrapramogos“, von 2002 bis 2005 bei UAB „Casino planet“ als Direktorin für Marketing und ab 2006 bei UAB „Optima forma“ als Generaldirektorin. Als Mitglied der Partei der Wiederauferstehung des Volkes (TPP) war sie von 2008 bis 2012 Abgeordnete im Seimas.